# Élections sénatoriales de 2014 à Wallis-et-Futuna
L'élection sénatoriale de 2014 à Wallis-et-Futuna a lieu le 28 septembre 2014. Elle a pour but d'élire le sénateur représentant la collectivité d'outre-mer au Sénat pour un mandat de six années. Robert Laufoaulu est réélu face à Vetelino Nau.

## Rappel des résultats de 2008
|                | Robert Laufoaulu | DVD            | 13 | 61,90  |  |  |
|                | Vetelino Nau     | PS             | 8  | 38,10  |  |  |
|                |                  |                |    |        |  |  |
| Inscrits       | Inscrits         | Inscrits       | 21 | 100,00 |  |  |
| Abstentions    | Abstentions      | Abstentions    | 0  | 0,00   |  |  |
| Votants        | Votants          | Votants        | 21 | 100,00 |  |  |
| Blancs ou nuls | Blancs ou nuls   | Blancs ou nuls | 0  | 0,00   |  |  |
| Exprimés       | Exprimés         | Exprimés       | 21 | 100,00 |  |  |

## Sénateur sortant
| Sénateur | Sénateur         | Parti | Fonctions lors de l'élection en 2008 |
| -------- | ---------------- | ----- | ------------------------------------ |
|          | Robert Laufoaulu | DVD   | Sénateur sortant                     |

## Collège électoral
En application des règles applicables pour les élections sénatoriales françaises, le collège électoral appelé à élire le sénateur de Wallis-et-Futuna en 2014 se compose de la manière suivante :
| Conseillers territoriaux | Conseillers territoriaux | Conseillers territoriaux | Conseillers territoriaux | 20 | 90,90 %  |
| Députés                  | Députés                  | Députés                  | Députés                  | 1  | 4,55 %   |
| Sénateurs                | Sénateurs                | Sénateurs                | Sénateurs                | 1  | 4,55 %   |
| Total                    | Total                    | Total                    | Total                    | 22 | 100,00 % |

## Présentation des candidats
Les nouveaux représentants sont élus pour une législature de 6 ans au suffrage universel indirect par les grands électeurs de la collectivité. À Wallis-et-Futuna, le sénateur est élu au scrutin majoritaire à deux tours. Ils sont deux candidats dans la collectivité, chacun avec un suppléant.
| N°  | Candidats            | Candidats        | Parti                              | Principales fonctions                  |
| --- | -------------------- | ---------------- | ---------------------------------- | -------------------------------------- |
| T01 |                      | Vetelino Nau     | PS                                 | Secrétaire de l'Assemblée territoriale |
| S01 | Savelina Véa         | PS               | Membre de l'Assemblée territoriale |                                        |
| T02 |                      | Robert Laufoaulu | DVD                                | Sénateur sortant                       |
| S02 | Mireille Laufilitoga | DVD              | Membre de l'Assemblée territoriale |                                        |

## Résultats
|             | Robert Laufoaulu | DVD         | 15 | 68,18  |  |  |
|             | Vetelino Nau     | PS          | 7  | 31,82  |  |  |
|             |                  |             |    |        |  |  |
| Inscrits    | Inscrits         | Inscrits    | 22 | 100,00 |  |  |
| Abstentions | Abstentions      | Abstentions | 0  | 0,00   |  |  |
| Votants     | Votants          | Votants     | 22 | 100,00 |  |  |
| Blancs      | Blancs           | Blancs      | 0  | 0,00   |  |  |
| Nuls        | Nuls             | Nuls        | 0  | 0,00   |  |  |
| Exprimés    | Exprimés         | Exprimés    | 22 | 100,00 |  |  |